# La Barca (Italia)
La Barca è una frazione del comune di Gallicano, in provincia di Lucca.

## Geografia fisica
Il centro della frazione dista tre chilometri dall'abitato. Sorge sulla riva destra del fiume Serchio, nel punto dove sin dal Medioevo faceva la spola con l'altra sponda un traghetto da cui il nome La Barca. La frazione fa parte della Comunità montana della Garfagnana.

## Monumenti e luoghi d'interesse
Nella parte vecchia del paese i ruderi delle vecchie mura di cinta con due porte d'accesso: la porta nord, perfettamente integra, e la porta sud, oggi scomparsa, della quale sono rintracciabili le rovine. Adiacente alla porta nord si trova l'Oratorio della Barca intitolato ai santi Lucia e Rocco, edificio di culto della frazione. Il borgo conserva la antica strada lastricata che porta a Fiattone, che passa dalla località "La Taverna", un tempo punto di ritrovo dei briganti.
Sulla piazza all'inizio del paese è stato posto il 25 aprile 2006 un monumento in ricordo dei caduti de La Barca durante la seconda guerra mondiale.

## Galleria d'immagini

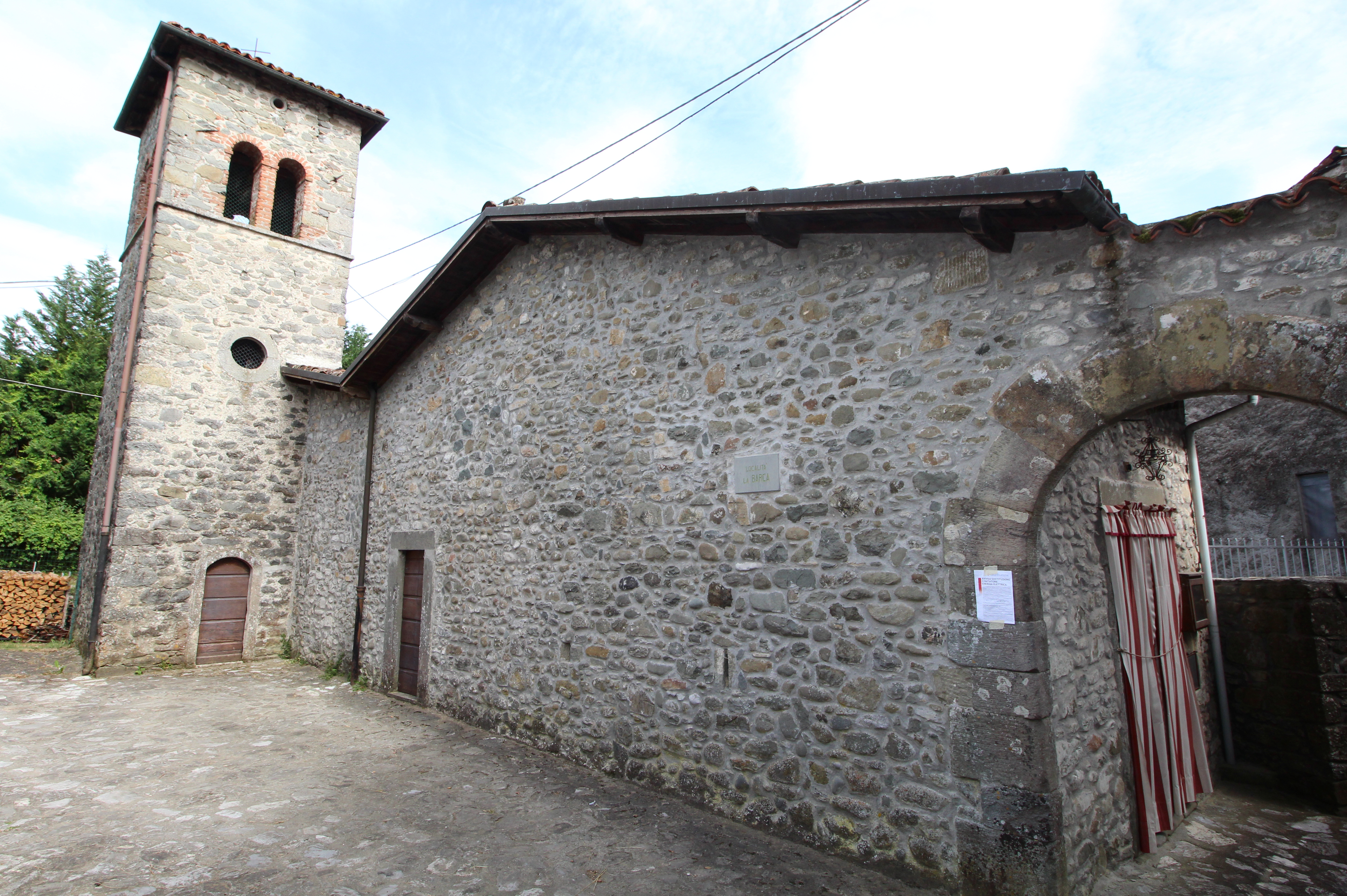
La chiesa dei Santi Lucia e Rocco
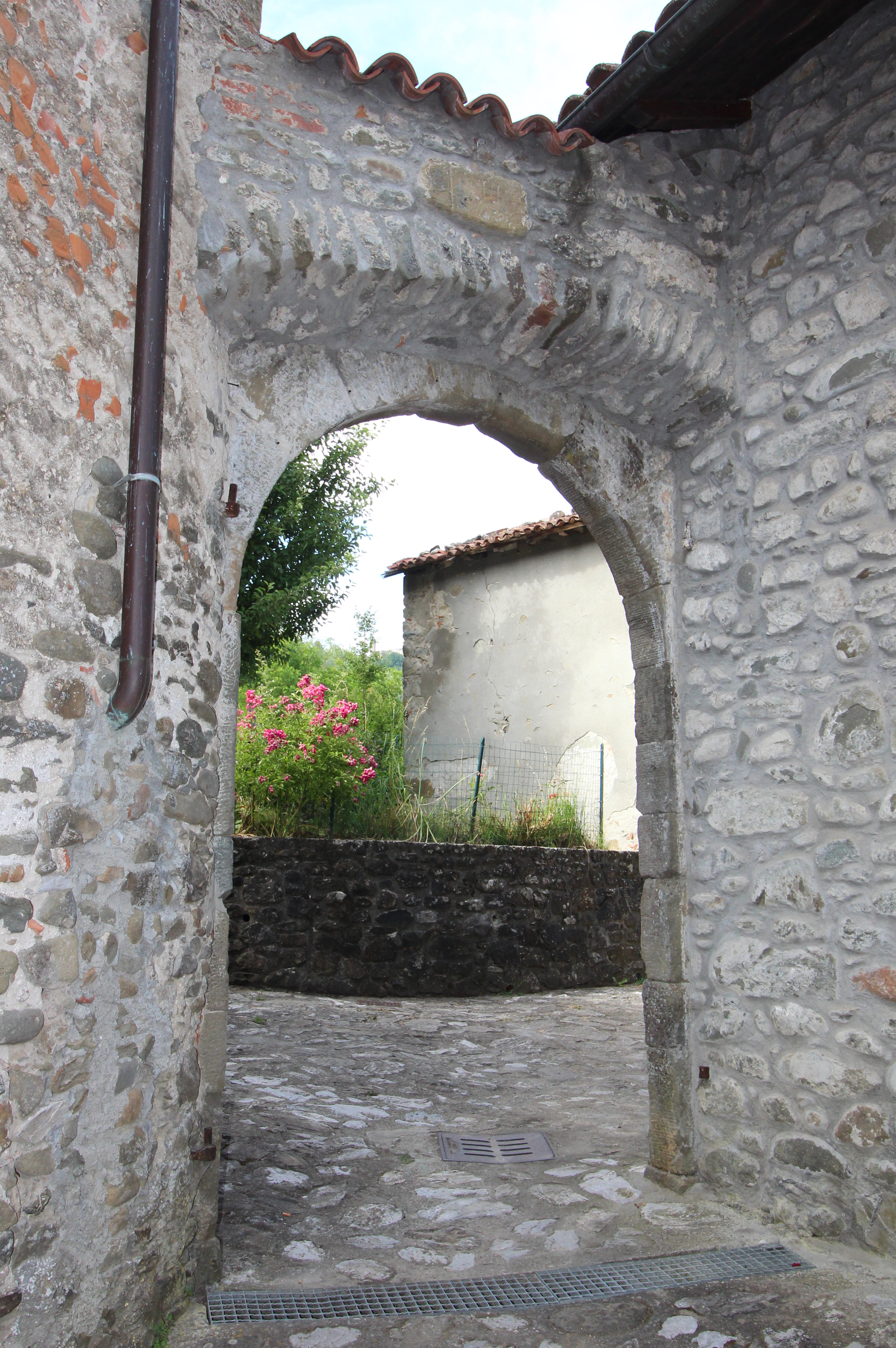
La porta nord